# Irineu Roque Scherer
Irineu Roque Scherer (* 15. Dezember 1950 in Cerro Largo, Rio Grande do Sul, Brasilien; † 2. Juli 2016 in Joinville, Brasilien) war ein brasilianischer römisch-katholischer Geistlicher und zuletzt Bischof von Joinville.

## Leben
Scherer stammte aus dem Süden Brasiliens. In seiner Kindheit zogen seine Eltern, das deutschstämmige Viehtreiberehepaar Avelino Aloysio Scherer und Maria Alvina Spohr, aus dem Bundesstaat Rio Grande do Sul mit der Familie nach Toledo (Paraná) nahe der paraguayischen Grenze. Mit 13 Jahren trat Irineu Roque Scherer, der sechs Geschwister hatte, in das Bischöfliche Knabenseminar der Diözese Toledo ein. 1964 kam er ins Erzbischöfliche Knabenseminar in Curitiba, wo er 1970 seinen Schulabschluss machte. Er trat in das Priesterseminar des Erzbistums Curitiba ein und absolvierte dort seine Studien der Philosophie und Theologie. Die Priesterweihe empfing er am 7. Januar 1978 für das Bistum Toledo.
Nach seiner Priesterweihe wirkte er als geistlicher Direktor in der Seelsorge und übernahm die Leitung eines Seminars in Toledo. Er wurde Pfarrer in Quatro Pontes und Vila Nova wenige Kilometer nördlich von Toledo und war zuletzt Dompfarrer in Marechal Cândido Rondon an der paraguayischen Grenze. Er studierte Kirchengeschichte an der Universität Gregoriana in Rom und unterrichtete unter anderem Philosophie an der Universität Paraná-West (UNIOESTE) in Toledo und Kirchengeschichte am Interdiözesanen Zentrum für Theologie (CINTEC) in Cascavel (Paraná). Am 15. April 1998 ernannte ihn Papst Johannes Paul II. zum Bischof von Garanhuns im brasilianischen Bundesstaat Pernambuco im Nordwesten des Landes. Der Alterzbischof von Cascavel und frühere Diözesanbischof von Toledo (1960–1978), Armando Círio OSI, spendete ihm am 20. Juni 1998 die Bischofsweihe; Mitkonsekratoren waren Lúcio Ignácio Baumgaertner, Erzbischof von Cascavel, und Geraldo Majella Agnelo, Erzbischof von Londrina und ebenfalls früherer Bischof von Toledo (1978–1982). Sein Wahlspruch lautete FIDES MUNDUM VINCIT („Der Glaube besiegt die Welt“). Im August 1998 wurde er in sein Bischofsamt eingeführt.
Papst Benedikt XVI. ernannte Scherer am 30. Mai 2007 als Nachfolger von Orlando Brandes, der 2006 Erzbischof von Londrina geworden war, zum Bischof von Joinville im Bundesstaat Santa Catarina. An der Einführungszeremonie am 19. August 2007 im Kongresszentrum Cau Hansen in Joinville nahmen 10.000 Menschen teil.
Irineu Scherer stand seit seiner Seminaristenzeit der Fokolarbewegung nahe. Neben Initiativen wie der Fazenda da Esperança, einem Suchthilfeprojekt des mit den Fokolaren verbundenen Franziskanerpaters Hans Stapel, förderte er in seinem Bistum auch die Herolde des Evangeliums. Innerhalb der brasilianischen Bischofskonferenz (CNBB) war er als beauftragter Bischof für Medienpastoral, Neue Geistliche Gemeinschaften (NGGs) und Suchtpastoral zuständig.
Irineu Roque Scherer starb für seine Umgebung überraschend im Alter von 65 Jahren an einem Herzinfarkt, er wurde tot in seinem Schlafzimmer im Bischofspalast aufgefunden. Er war ein Cousin von Odilo Kardinal Scherer, dem Erzbischof von São Paulo, der auch das Requiem hielt; ein gemeinsamer Onkel war Alfredo Vicente Kardinal Scherer. Sein Bruder Inácio Afonso Scherer (* 1952) ist ebenfalls Priester und war von 2002 bis 2019 Dompfarrer an der Bischofskirche Catedral Cristo Rei in Toledo. Irineu Scherer wurde in der Bischofsgruft in der Krypta der Kathedrale von Joinville beigesetzt.
Irineu Roque Scherer war Ehrenbürger von Quipapá, Jupi und Garanhuns im Bundesstaat Pernambuco, Ehrenbürger von Joinville sowie der Bundesstaaten Pernambuco und Santa Catarina.

## Publikationen
- Concílio Plenário na Igreja do Brasil. História da Igreja no Brasil de 1900 a 1945. Paulus, São Paulo 2014, ISBN 978-85-349-4061-0
- (als Hrsg. mit Antônio Capelesso und Nilceu Jacob Deitos:) Dom Armando Cirio. Apóstolo e Missionário do Oeste do Paraná. Coluna do Saber, Cascaval 2010